# Biegi narciarskie na Mistrzostwach Świata w Narciarstwie Klasycznym 2001 – sztafeta mężczyzn
Sztafeta mężczyzn na 4 × 10 km – jedna z konkurencji rozgrywanych w ramach biegów narciarskich na Mistrzostwach Świata w Narciarstwie Klasycznym 2001; zawody odbyły się 22 lutego 2001 roku. Tytułu sprzed dwóch lat nie obroniła reprezentacja Austrii, która tym razem zajęła piąte miejsce. Nowymi mistrzami świata zostali Norwegowie w składzie: Frode Estil, Odd-Bjørn Hjelmeset, Thomas Alsgaard i Tor Arne Hetland. Drugie miejsce zajęli Szwedzi: Urban Lindgren, Mathias Fredriksson, Magnus Ingesson oraz Per Elofsson, a brązowy medal zdobyli Niemcy: Jens Filbrich, Andreas Schlütter, Ron Spanuth i René Sommerfeldt.

## Rezultaty
| Miejsce | Państwo           | Zawodnicy                                                                      | Czas                                      | Strata    |
| ------- | ----------------- | ------------------------------------------------------------------------------ | ----------------------------------------- | --------- |
| 01 !    | Norwegia          | Frode Estil Odd-Bjørn Hjelmeset Thomas Alsgaard Tor Arne Hetland               | 1:36:42,5 25:09,4 24:09,1 23:33,5 23:50,5 | –         |
| 02 !    | Szwecja           | Urban Lindgren Mathias Fredriksson Magnus Ingesson Per Elofsson                | 1:37:25,2 25:04,2 23:16,2 24:47,9 23:16,9 | +42,7     |
| 03 !    | Niemcy            | Jens Filbrich Andreas Schlütter Ron Spanuth René Sommerfeldt                   | 1:37:30,5 24:59,8 24:54,2 23:46,3 23:50,2 | +48,0     |
| 4       | Rosja             | Witalij Dienisow Michaił Iwanow Nikołaj Bolszakow Władimir Wilisow             | 1:38:02,7 24:49,3 25:14,7 23:48,9 24:09,8 | +1:20,2   |
| 5       | Austria           | Gerhard Urain Michaił Botwinow Achim Walcher Christian Hoffmann                | 1:38:16,3 25:28,8 24:41,0 24:29,3 23:37,2 | +1:33,8   |
| 6       | Włochy            | Fulvio Valbusa Fabio Maj Pietro Piller Cottrer Cristian Zorzi                  | 1:38:45,1 26:23,6 24:53,0 23:24,2 24:04,3 | +2:02,6   |
| 7       | Estonia           | Andrus Veerpalu Jaak Mae Meelis Aasmäe Indrek Tobreluts                        | 1:40:17,6 24:50,8 24:28,1 25:34,8 25:23,9 | +3:35,1   |
| 8       | Szwajcaria        | Reto Burgermeister Patrik Mächler Gion-Andrea Bundi Patrick Rölli              | 1:40:46,2 25:08,8 26:00,8 24:46,4 24:50,2 | +4:03,7   |
| 9       | Białoruś          | Mikałaj Siemienjako Alaksiej Triechubau Alaksandr Sannikau Siarhiej Dalidowicz | 1:41:28,0 25:47,8 26:39,7 24:14,8 24:45,7 | +4:45,7   |
| 10      | Słowacja          | Ivan Bátory Pavol Lacko Martin Bajčičák Michal Malák                           | 1:41:32,5 25:34,1 26:34,2 24:26,9 24:57,3 | +4:50,0   |
| 11      | Kazachstan        | Pawieł Riabinin Igor Zubrilin Andriej Niewzorow Andriej Gołowko                | 1:41:43,9 25:35,0 25:47,5 24:33,1 25:48,3 | +5:01,4   |
| 12      | Japonia           | Hiroyuki Imai Katsuhito Ebisawa Mitsuo Horigome Hiroshi Kudo                   | 1:41:55,3 25:36,3 26:01,9 24:56,3 25:20,8 | +5:12,8   |
| 13      | Stany Zjednoczone | David Chamberlain Kris Freeman Carl Swenson Robert Whitney                     | 1:43:43,8 27:08,0 26:33,7 24:22,9 25:39,2 | +7:01,3   |
| 14      | Czechy            | Josef Kučera Lukáš Bauer Petr Michl Martin Koukal                              | 1:44:53,3 29:25,2 25:32,3 24:53,2 25:02,6 | +8:10,8   |
| 15      | Ukraina           | Ołeksandr Zarowny Wołodymyr Olszanśkyj Roman Łejbiuk Wołodymyr Iwanow          | 1:45:07,5 26:46,3 27:12,9 25:17,5 25:20,8 | +8:25,0   |
| –       | Finlandia         | Janne Immonen Harri Kirvesniemi Sami Repo Mika Myllylä                         | DSQ 0                                     | +9:59,9 ! |